# العلاقات الإسبانية الناوروية
العلاقات الإسبانية الناوروية هي العلاقات الثنائية التي تجمع بين إسبانيا وناورو.

## مقارنة بين البلدين
هذه مقارنة عامة ومرجعية للدولتين:
| وجه المقارنة                                              | إسبانيا                                                                             | ناورو                          |
| --------------------------------------------------------- | ----------------------------------------------------------------------------------- | ------------------------------ |
| المساحة (كم2)                                             | 505.99 ألف                                                                          | 21                             |
| عدد السكان (نسمة)                                         | 46.73 مليون                                                                         | 10.08 ألف                      |
| الكثافة السكانية (ن./كم²)                                 | 92.35                                                                               | 48.00 ألف                      |
| العاصمة                                                   | مدريد                                                                               | ضاحية يارين                    |
| اللغة الرسمية                                             | اللغة الإسبانية، اللغة الغاليسية، لغة بشكنشية، اللغة الكتالونية، اللغة الأوكسيتانية | اللغة الناورونية، لغة إنجليزية |
| العملة                                                    | يورو، بيزيتا إسبانية                                                                | دولار أسترالي                  |
| الناتج المحلي الإجمالي (بليون دولار)                      | 1.31 تريليون                                                                        | 113.88 مليون                   |
| الناتج المحلي الإجمالي (تعادل القوة الشرائية) بليون دولار | 1.77 تريليون                                                                        | 162.98 مليون                   |
| الناتج المحلي الإجمالي الاسمي للفرد دولار أمريكي          | 28.16 ألف                                                                           | 9.83 ألف                       |
| الناتج المحلي الإجمالي للفرد دولار أمريكي                 | 38.00 ألف                                                                           |                                |
| مؤشر التنمية البشرية                                      | 0.876                                                                               |                                |
| رمز المكالمات الدولي                                      | +34                                                                                 | +674                           |
| رمز الإنترنت                                              | .es                                                                                 | .nr                            |
| المنطقة الزمنية                                           | ت ع م+01:00، ت ع م+02:00                                                            | ت ع م+12:00                    |

## منظمات دولية مشتركة
يشترك البلدان في عضوية مجموعة من المنظمات الدولية، منها:
| علم المنظمة | اسم المنظمة                   | تاريخ انضمام إسبانيا | تاريخ انضمام ناورو |
| ----------- | ----------------------------- | -------------------- | ------------------ |
|             | يونسكو                        | 30 يناير 1953        | 17 أكتوبر 1996     |
|             | الاتحاد البريدي العالمي       | ?                    | ?                  |
|             | منظمة الشرطة الجنائية الدولية | ?                    | ?                  |
|             | الأمم المتحدة                 | 14 ديسمبر 1955       | 14 سبتمبر 1999     |
|             | بنك التنمية الآسيوي           | 1986                 | 1991               |
|             | الاتحاد الدولي للاتصالات      | 1866                 | 10 يونيو 1969      |
|             | منظمة حظر الأسلحة الكيميائية  | ?                    | ?                  |

## وصلات خارجية
- موقع وزارة الخارجية الإسبانية